# Anatolij Pyłypczuk
Anatolij Petrowycz Pyłypczuk (ukr. Анатолій Петрович Пилипчук, ros. Анатолий Петрович Пилипчук, Anatolij Pietrowicz Pilipczuk; ur. 3 stycznia 1944 w Kijowie, zm. 6 lub 9 kwietnia 1996 tamże) – ukraiński piłkarz, grający na pozycji obrońcy, a wcześniej pomocnika i napastnika.

## Kariera piłkarska

### Kariera klubowa
W 1963 rozpoczął karierę piłkarską w klubie Dynamo Kijów. Występował przeważnie w drużynie rezerwowej, dlatego w 1965 przeszedł do Szachtara Donieck. W sezonie 1968 ponownie bronił barw Dynama, ale wrócił do Szachtara, w którym został wybrany kapitanem drużyny. Kiedy w 1970 nastąpiła zmiana trenera Szachtara, piłkarz coraz mniej trafiał do składu podstawowego, dlatego w 1971 przeszedł do Dnipra Dniepropetrowsk, w którym w 1976 zakończył karierę piłkarską.

## Sukcesy i odznaczenia

### Sukcesy klubowe
- mistrz ZSRR: 1968

### Odznaczenia
- nagrodzony tytułem Mistrza Sportu ZSRR: 1967